# 모던 미디어 센터
모던 미디어 센터는 중화인민공화국 창저우 시에 건설이 완료된 마천루이다.